# Lee May
Lee Andrew May (23 de março de 1943 – 29 de julho de 2017) foi um jogador profissional de beisebol da Major League Baseball (MLB) que atuou como primeira base e rebatedor designado durante 18 temporadas pelo Cincinnati Reds (1965–71), Houston Astros (1972–74), Baltimore Orioles (1975–80) e Kansas City Royals (1981–82). Ele rebatia e arremessava como destro. Ele era o irmão mais velho do ex-jogador do Chicago White Sox e New York Yankees, Carlos May.
May, apelidado de "The Big Bopper", rebateu 20 ou mais home runs e conseguiu 80 ou mais corridas impulsionadas (RBI), em 11 temporadas consecutivas. Liderou a American League (AL) em RBIs em 1976. Também esteve presente em três All-Star Games.

## Morte
May morreu de pneumonia em 29 de julho de 2017, aos 74 anos.